# Ибарра, Хуан Фелипе
Хуан Фелипе Ибарра (исп. Juan Felipe Ibarra; 1 мая 1787 — 15 июля 1851) — аргентинский военный и политик. Он был одним из каудильо, которые доминировали во внутренних районах Аргентины во время формирования национального государства, и правил своей родной провинцией в течение десятилетий.

## Биография

### Молодость
Хуан Фелипе Ибарра родился 1 мая 1787 года в Вилья-Матара, бывшей деревней индейцев и оборонительным постом против индейцев Гран-Чако. Его отцом был землевладелец и военный из Сантьяго Фелипе Матиас Ибарра-и-Арганьярас, командующий пограничными войсками реки Саладо в звании старшего сержанта. Его матерью была Мария Андреа Антония де Пас и Фигероа Луна, племянница святой Марии Антонии де Пас и Фигероа. Он учился на степень бакалавра искусств в колледже Монсеррат в городе Кордова.
В конце 1810 года после Майской революции Хуан Ибарра присоединился к армии, которая совершила первую экспедицию в Верхнее Перу (Боливия). Он сражался в битве при Уаки в полку под командованием Хуана Хосе Вьямонте, а затем в битве при Лас-Пьедрас, где он был повышен до капитана, в битве при Тукумане, после чего он был повышен до старшего майора, и в битве при Сальте. Он сопровождал третью кампанию в Верхнее Перу, сражаясь в катастрофической битве при Сипе-Сипе. В конце 1816 года бригадный генерал Мануэль Бельграно назначил его подполковником, командующим фортом Абипонес на юго-востоке его родной провинции, центром обороны от нападения индейцев Чако. Там он приобрел авторитет среди солдат, гаучо и фермеров своей провинции.
Он вернулся в армию Севера незадолго до мятежа Арекито, в котором не участвовал, но поддержал лидера движения, старшего полковника Хуана Баутисту Бустоса, в их отступлении в провинцию Кордова. Оттуда он вернулся в Форт Абипонес, при поддержке подкреплений, отправленных каудильо и губернатором провинции Санта-Фе, подполковником Эстанислао Лопесом.
В то время провинция Тукуман (включавшая тогда Катамарку и Сантьяго-дель-Эстеро) высказалась в пользу федерализма под командованием губернатора полковника Бернабе Араоса, который утвердил Ибарру в качестве командующего форта Абипонес в звании полковника. Но поскольку Бернабе Араос отвел Сантьяго второстепенную роль, сторонники провинциальной автономии призвали на помощь Ибарру, и он занял столицу. За неимением лучшего выбора мятежный законодательный орган назначил его губернатором 21 марта 1820 года и повысил до старшего полковника, звания, эквивалентного генералу.

### Губернатор Сантьяго-дель-Эстеро
Бернабе Араос пригрозил вернуть мятежную провинцию силой, и после провала попытки революции в Тукумане в начале 1821 года вторгся в Сантьяго-дель-Эстеро. Ибарра обратился за помощью к губернатору провинции Сальта, старшему полковнику Мартину Мигелю де Гуэмесу. Он помог Ибарре вторгнуться в Тукуман. Хотя они потерпели поражение, их действия убедили Бернабе Араоса признать автономию Сантьяго-дель-Эстеро по договору в Винаре в июне 1821 года.
Он сформировал дивизию под командованием полковника Хосе Марии Паса, которая должна была стать частью экспедиции в Верхнее Перу, если бы Мартин Мигель де Гуэмес планировал, но это произошло бы только четыре года спустя и не увенчалось успехом. Позже эти войска снова участвовали в войне против Бразильской империи. Его правительство не было просвещенным. Он не поощрял ни образование, ни торговлю, ни общественные учреждения и не занимался общественными работами. Он ограничился управлением тем, что там было, защитой провинции от ее врагов (особенно индейцев Чако), поддержанием дорог и немного чем еще. Ему удалось открыть только одну школу в столице.
Он отправил депутатов на заседание Национального конгресса в Буэнос-Айресе, самых видных юристов и чиновников Сантьяго. Когда они присоединились к унитаристской партии Бернардино Ривадавии, он избрал еще четверых, включая полковника Мануэля Доррего, который поддержал партию федералистов. Когда Конгресс принял унитарную конституцию, он ее отклонил.
В 1825 году полковник Грегорио Араос де Ламадрид, отправленный по приказу Бернардино Ривадавии во внутренние районы страны, чтобы собрать новый контингент войск для войны в Бразилии, силой навязал Тукуману унитарианское правительство и вторгся в Катамарку, чтобы назначить унитарианского губернатора. Лидер и командир риохано Хуан Факундо Кирога призвал на помощь Ибарру. Но из-за этого губернатор Сальты, старший полковник Хуан Антонио Альварес де Ареналес послал армию в Сантьяго. Ибарра реализовал стратегию, которую он повторял несколько раз, всегда успешно. Он эвакуировал столицу и прилегающие деревни и перекрыл водоснабжение города, одновременно ведя партизанскую войну против захватчиков, которым пришлось отступить.
Кирога атаковал и разбил Ламадрида, но отступил в Сан-Хуан, так что Ламадрид восстановил власть. Затем Ламадрид был атакован армией под командованием Кироги и Ибарры и снова потерпел поражение в июле 1827 года в битве при Ринкон-де-Вальядарес.

### Кратковременное изгнание и возвращение
После падения Ривадавии он поддержал правительство Доррего в Буэнос-Айресе. Но в декабре 1828 года Доррего был свергнут и казнен старшим полковником Хуаном Лавалье, возглавлявшим вернувшихся ветеранов с войн в Бразилии и Восточной полосе. Вскоре после этого старший полковник (генерал) Хосе Мария Пас вторгся в Кордову и сверг генерала Бустоса. Ибарра поверил обещаниям мира Паса, но после поражения войск из Риохи и Куяны бригадира Факундо Кироги в битве при Онкативо, Пас отправил военные силы в провинции, союзные Факундо, и установил унитарное правительство.
В мае 1830 года войска губернатора Тукумана, полковника Хавьера Лопеса, и губернатора Сальты, полковника Хосе Игнасио Горрити, вторглись в Сантьяго с разрешения Хлосе Марии Паса и заняли столицу. Ибарра не применил тактику выжженной земли и потерял все. Он усвоил урок, но в то же время был вынужден бежать в Санта-Фе. Его брат Франсиско Антонио Ибарра собрал 3000 человек из Сантьяго в департаменте Лорето, где он был встречен и разбит полковником Хуаном Бальмаседой.
На его место был назначен полковник Роман Дехеса, который подписал соглашение, положившее начало Внутренней лиге во главе с Хосе Марией Пасом. Несколько групп Сантьяго начали партизанскую войну и изгнали Дехесу в апреле 1831 года, примерно в то же время, когда Хосе Мария Пас попал в руки бригадного генерала Эстанислао Лопеса.
Ибарра не спешил назад и оставил землевладельца по имени Сантьяго дель Паласио управлять, в то время как поредевшая армия унитариев (которая отступила из Кордовы в Тукуман и которой командовал старший полковник Ламадрид) была четыре раза разбита Кирогой (и которая после катастрофы при Онкативо и вынужденного изгнания в Буэнос-Айрес вернулась с горсткой людей в бой, чтобы опустошить южную Кордову, отвоевав Куйо и Ла-Риоху, а затем двинулась на север Аргентины с новой армией из Риохи, Куйано и Катармаки). В последнем и самом важном из этих сражений, битве при Ла-Сьюдаделе, 4 ноября 1831 года Хуан Фелипе Ибарра (объединив свои силы Сантьяго с Кирогой) командовал частью федеральной кавалерии. Эта битва на некоторое время положила конец гражданской войне.
В феврале 1832 года Хуан Фелипе Ибарра был избран губернатором в звании бригадира. Он пытался навязать принятие федералистской национальной конституции, но новый губернатор Буэнос-Айреса бригадир Хуан Мануэль де Росас убедил всех федералистских губернаторов отложить принятие конституции. В конце своего двухлетнего срока он сам был избран губернатором с полной публичной властью и распустил законодательный орган.
Когда в 1834 году началась война между Тукуманом и Сальтой (которую Ибарра тайно поддерживал), он принял в своей провинции посредника, отправленного Буэнос-Айресом, генерала Факундо Кирогу. Ибарра пытался убедить его не возвращаться в Буэнос-Айрес через Кордову, поскольку до него доходили слухи о возможном убийстве, и пока он был на территории Сантьяго, защитил его с большой армией до границы с Кордовой. Но Кирога отправился в Кордову и был убит в Барранка-Яко. Косвенно этот факт привел Росаса к власти в провинции и к господству во внутренних районах страны, поэтому Ибарра стал политическим зависимым от Росаса. Во время войны против Перуано-Боливийской конфедерации (во главе с маршалом Андресом де Санта-Крусом), несмотря на его показную поддержку Росаса в конфликте, Ибарра не отправил никакого контингента. Причина в том, что главнокомандующим аргентинской армии на этом фронте был лидер и губернатор Тукумана, полковник майор Алехандро Эредия, который, помимо господства над провинцией, господствовал, косвенно, над Катамаркой, Сальтей и Жужуем и был врагом Ибарры. В конце конфликта на севере Ибарра оказал поддержку своими войсками революции в Катамарке против Эредии. Ситуация закончилась бы войной, если бы не убийство Эредии в Лулесе в 1838 году.

### Ещё одна гражданская война
Мир продлился недолго: после убийства губернатора Тукумана произошло несколько общенациональных восстаний против Хуана Мануэля де Росаса. После изгнания краткосрочного губернатора Санта-Фе Доминго Каллена (преемника Эстанислао Лопеса) он укрылся в Сантьяго, где организовал альянс губернаторов, который начался с вторжения в Кордову. Это потерпело неудачу, когда Ибарра арестовал Каллена и передал его Росасу, который приказал его расстрелять. Несколько губернаторов Северо-Запада, которые, если не были унитарианцами, были готовы объединиться с ними, чтобы противостоять Росасу, сформировали альянс в апреле 1840 года, известный как Северная коалиция. Хуана Фелипе Ибарру пригласили присоединиться и даже предложили ему политическое руководство группой, но он остался верен Хуану Мануэлю де Росасу, в основном из-за его неприязни к высокомерному отношению «врачей», которые управляли группой.
Генерал Грегорио Араос де Ламадрид (отправленный из Буэнос-Айреса, чтобы вернуть оружие, которое Алехандро Эредия использовала в войне против маршала Санта-Крус) начал операцию против Сантьяго. Колонна из 500 человек под командованием Хосе Луиса Кано покинула Катамарку, а другая из 1000 человек под командованием Мануэля Солы покинула Сальту. Целью было совместное наступление на провинцию с быстро продвигающимися силами Ламадрида. Когда Ибарре угрожало одновременное вторжение в три точки его провинции, он выступил в поход во главе 2500 человек. В конце октября этого года одна из ее дивизий под командованием его племянника Мануэля Ибарры столкнулась на берегах реки Саладо с колонной Солы, разгромив и преследуя ее до границы с Сальтой. Подобная участь постигла и колонну Катамарки, а колонна генерала Ламадрида не смогла выполнить свою оперативную задачу, но была вынуждена вернуться, когда крупная дивизия под командованием полковника Тукумана Селедонио Гутьерреса оказала помощь Ибарре.
В сочетании с вторжением в городе вспыхнуло восстание, в результате которого погиб брат Хуана Фелипе Ибарры, Франсиско. Революция потерпела неудачу, и губернатор физически и экономически преследовал своих противников, наказывая их изгнанием, тюремным заключением и многочисленными казнями. Он занял форт в центре леса Чако, Брачо, в качестве концентрационного лагеря, из которого никто не мог сбежать.
В разгар этих репрессий он снова подвергся нападению со стороны унитарианских сил из Катамарки и Сальты, и полковник Мариано Ача занял столицу. Но когда Ибарра осадил ее, им пришлось эвакуировать город. Он участвовал под командованием уругвайского бригадного генерала Мануэля Орибе в битве при Фамаилье (1841) в качестве главы левого крыла федеральной армии и использовал для назначения Гутьерреса в правительство Тукумана.

### Последние дни
С конца войны и до смерти Ибарры в Сантьяго ничего не происходило. Не было ни гражданских войн, ни общественных работ, ни политических реформ. Экономический рост был низким, и не было никакого прогресса на индейской границе, хотя пограничная активность усилилась после 1840 года. По случаю англо-французской блокады Рио-де-ла-Плата Ибарра подал прокламацию к народу провинции Сантьяго-дель-Эстеро от 13 апреля 1845 года. Он страдал подагрой с 1849 года. Когда он узнал, что его смерть близка, он составил завещание, в котором назначил не только исполнителей своего имущества, но и правительства своей провинции, которую он отдал под защиту Росаса.
Он умер в городе Сантьяго-дель-Эстеро 17 июля 1851 года. После короткой гражданской войны среди его наследников один из них, Мануэль Табоада, стал доминировать в политике Сантьяго в течение следующих двадцати четырех лет, присоединившись к унитарианцам.
С 1820 года он был женат на Буэнавентуре Саравиа Ариас (1803—1851), дочери доктора Матео де Саравиа-и-Хареги, солдата и владельца ранчо, и Инес Ариас Кастельянос, но их брак был бездетным и закончился разводом. Он не женился повторно и не имел законных потомков, но имел незаконнорожденного ребенка, Абсалона Ибарру (1864—1890), сына Сиприаны Кароль Лезаны, и воспитывал как сына Леандро Табоаду, отца Антонино и Мануэля Табоады, унитарианских военачальников в последующие годы.